# Okauchee Lake (Wisconsin)
Okauchee Lake es un lugar designado por el censo ubicado en el condado de Waukesha en el estado estadounidense de Wisconsin. En el Censo de 2010 tenía una población de 4.422 habitantes y una densidad poblacional de 350,3 personas por km².

## Geografía
Okauchee Lake se encuentra ubicado en las coordenadas 43°7′34″N 88°26′29″O / 43.12611, -88.44139. Según la Oficina del Censo de los Estados Unidos, Okauchee Lake tiene una superficie total de 12.62 km², de la cual 8.84 km² corresponden a tierra firme y (30%) 3.79 km² es agua.

## Demografía
Según el censo de 2010, había 4.422 personas residiendo en Okauchee Lake. La densidad de población era de 350,3 hab./km². De los 4.422 habitantes, Okauchee Lake estaba compuesto por el 97.56% blancos, el 0.61% eran afroamericanos, el 0.14% eran amerindios, el 0.66% eran asiáticos, el 0.05% eran isleños del Pacífico, el 0.2% eran de otras razas y el 0.79% pertenecían a dos o más razas. Del total de la población el 1.33% eran hispanos o latinos de cualquier raza.